# Kirche unserer Lieben Frau (Adlersberg)

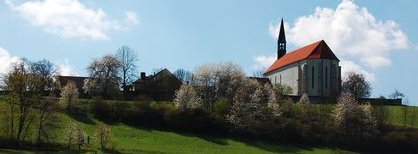
Ehemalige Klosteranlage mit Kirche auf dem Adlersberg

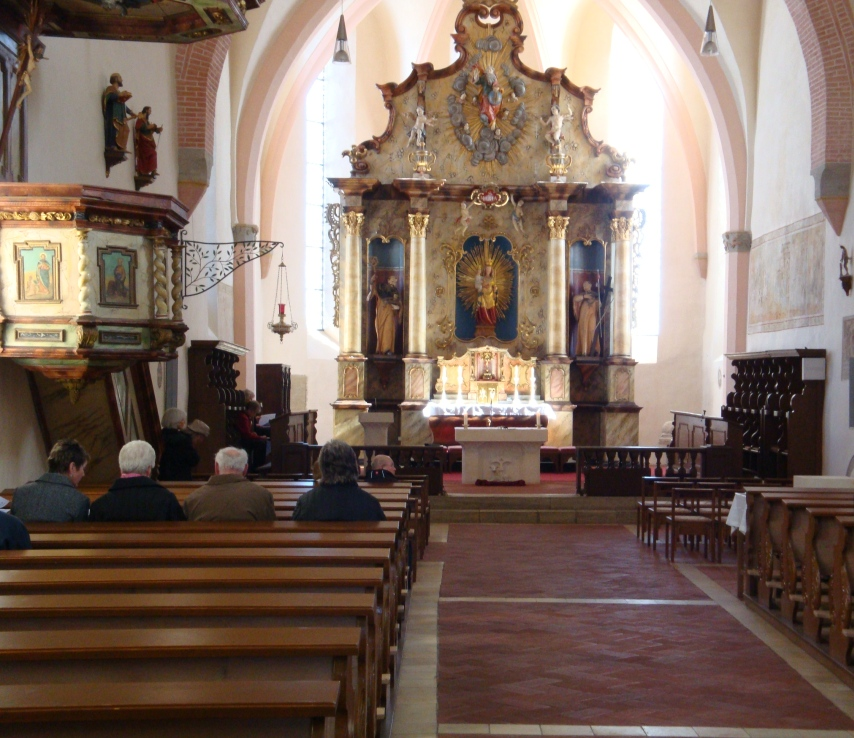
Innenraum der ehemaligen Klosterkirche in Adlersberg (Blick zum Altar)

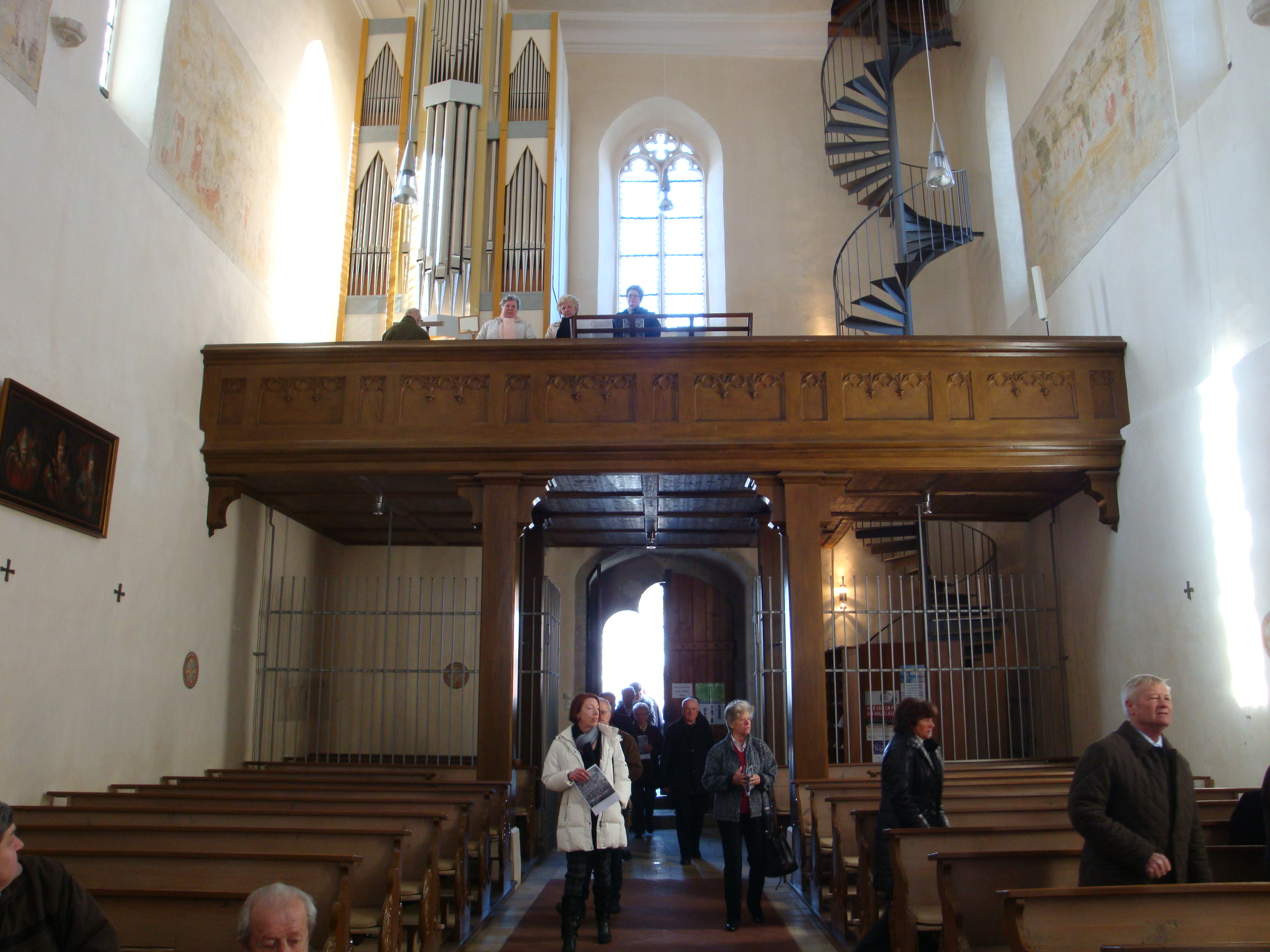
Innenraum der ehemaligen Klosterkirche in Adlersberg (Blick zur Orgel)

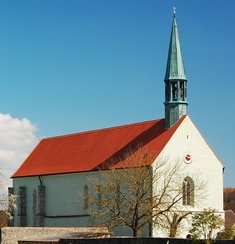
Ehemalige Klosterkirche Adlersberg

Die Kirche unserer Lieben Frau in Adlersberg ist eine Filialkirche der katholischen Pfarrei Pettendorf. Ihren Ursprung hat die Kirche in einem ehemaligen Dominikanerinnenkloster, welches ab etwa 1274 für rund 300 Jahre auf dem Adlersberg bei Regensburg Bestand hatte. Die Kirche ist Unserer Lieben Frau geweiht und feiert ihr Patrozinium am 15. August.

## Geschichte

### Klostergründung und Anfangszeit
Vor dem Jahr 1262 wird eine Klostergründung im zwei Kilometer entfernten Pettendorf urkundlich erwähnt. Dieses Kloster war St. Bartholomäus geweiht und wurde in der kaiserlosen Zeit des Interregnums zwischen 1271 und 1274 zerstört. Die Zerstörung und Brandschatzung wird traditionsgemäß den Raubrittern der nahegelegenen Burg Löweneck angelastet.
Nach der Zerstörung wurde das Kloster auf den Adlersberg verlegt, wo ab 1274 die Errichtung von neuen Konventgebäuden erfolgte. Als Stifter des Klosters wird Ludwig der Strenge genannt, der 1276 „den Klosterfrauen von Weißenburg den Einzug in den von ihm errichteten Konvent in Pettendorf erlaubt“. Weitere Nonnen wurden aus dem Regensburger Kloster Heilig-Kreuz geholt. Das Kloster wird auch nach der Verlegung auf den Adlersberg noch in allen Urkunden „Pettendorf“ oder „Neu-Pettendorf“ genannt.
Träger des Klosters war der Dominikanerorden, der auf dem Adlersberg eines seiner wenigen Klöster im ländlichen Raum gründete. Als Bettelorden waren die Dominikaner sonst überwiegend in Städten vertreten. Die Gründung des Klosters fällt mit dem Wirken von Albertus Magnus als Bischof von Regensburg zeitlich zusammen, was einen Zusammenhang mit der Ordenswahl denkbar erscheinen lässt. Der Konvent wurde von einer Priorin geleitet, während die Aufsicht über das Kloster beim Regensburger Kloster St. Blasius lag.
Die Bauten des Klosters sind die Anfangszeit der Gotik zu setzen. An den bearbeiteten Steinen der Klosterkirche finden sich 30 Steinmetzzeichen, die auch am Regensburger Dom gefunden wurden und den Austausch von Handwerkern zwischen den Baustellen belegen. Der Innenraum der Kirche ähnelt der wenige Jahre zuvor oder zeitgleich errichteten Dominikanerkirche St. Blasius in Regensburg, was auch eine parallele Bauplanung vermuten lässt. Die Kirche misst eine Länge von 45 Metern und eine Breite von elf Metern. Das Kirchenschiff hat eine Höhe von zwölf Metern im Innenraum und an der Außenwand einschließlich des Daches von 19,5 Metern.
Zwischen 1316 und 1323 lässt der spätere Kaiser Ludwig der Bayer dem Kloster umfangreiche Schenkungen zukommen und wurde deshalb auch als der zweite Stifter des Konvents verehrt. Die Madonna und die bedeutenden Wandmalereien entstanden wohl um das Jahr 1400. Es wird angenommen, dass die Kunstwerke aus dem Umfeld der Wittelsbacher stammen. Bemerkenswert ist, dass in der Adlersberger Kirche die älteste, belegte Abbildung einer Madonna mit Schutzmantel zu sehen ist. In weiteren bedeutsamen Fresken sind die beiden Stifter, Herzog Ludwig der Strenge und Kaiser Ludwig der Bayer, zu finden.
Getragen wurde das Kloster überwiegend vom örtlichen Landadel sowie von Patrizierfamilien aus der nahe gelegenen Stadt Regensburg. Unter den Priorinnen des Klosters finden sich Töchter von bekannten Familien wie den Paulsdorfern, Portnern, Nabburgern, Auer von Brennberg, Gumprecht oder Ingolstädter. Der Besitz des Klosters beschränkte sich überwiegend auf den Nahbereich rund um Pettendorf. Neben der Landwirtschaft betrieb das Kloster auch eine Brauerei auf dem Adlersberg. Der Konvent tat sich nie durch besondere Aktivitäten hervor und beschränkte sich offenbar auf seine eigene Verwaltung.

### Auflösung und Folgezeit
Im Zuge des Landshuter Erbfolgekriegs wurde das Kloster in starke Mitleidenschaft gezogen und gehörte als Ergebnis der Auseinandersetzung ab 1505 nicht mehr zum Herzogtum Bayern, sondern zum neugegründeten Fürstentum Pfalz-Neuburg. Im Zuge des Übertritts des Fürsten von Pfalz-Neuburg, Ottheinrich, zum protestantischen Glauben wurde das Kloster 1542 aufgelöst. Im Kloster lebten zu dieser Zeit nur noch die Priorin und vier Nonnen, da schon zuvor im Zuge des Aufkommens der Thesen von Martin Luther kaum noch Nachwuchs gefunden werden und sich die Zahl der Austritte aus dem Konvent häufte. Die Auflösungskommission vermerkte, dass die Einrichtung des Klosters „dürftig“ sei und nur noch die notwendigsten Utensilien zur Abhaltung der Gottesdienste vorhanden waren.
Während des Schmalkaldischen Krieges wurden die Besitzungen der Fürsten von Pfalz-Neuburg durch Kaiser Karl V. besetzt, der sich mit dem Gedanken trug, das ehemalige Kloster auf dem Adersberg seinem Beichtvater, Pedro de Soto, zu überlassen. Der Kriegsausgang führte aber dazu, dass die Gebiete wieder vom Fürsten von Pfalz-Neuburg eingenommen wurden und protestantisch blieben. Zeitweise lebten in den ehemaligen Konventgebäuden auch die evangelischen Pastoren der Pfarrei Pettendorf, von denen besonders der mit der Dichterkrone ausgezeichnete Kaspar Brusch zu nennen ist. Brusch ermöglichte es auch dem Regensburger Buchdrucker Hans Kohl, politisch brisante Schriften in den Konventgebäuden zu drucken, was den Begriff „Adlersberger Winkeldruckerei“ als Bezeichnung für den Ursprung der Pamphlete schuf.
Nachdem der Fürst von Pfalz-Neuburg 1613 wieder zum katholischen Glauben übergetreten war, wurden auch in der Pfarrei Pettendorf ab 1617 wieder katholische Geistliche ernannt. In der Folgezeit wechselten die Besitzer der ehemaligen Klosteranlage mehrfach. Besitzer waren unter anderem die Regensburger Klöster Heilig-Kreuz und St. Blasius. Der Versuch einer Wiederbesiedlung des Klosters scheiterte an den Auswirkungen des Dreißigjährigen Krieges, der auch das Regensburger Umland erfasste. Ab dem Jahr 1676 gehörte das ehemalige Kloster Adlersberg zum Zisterzienserstift Kaisheim, der dieses als Hofmark über sein Subpriorat im Kloster Pielenhofen verwaltete.
Ab der Zeit der Gegenreformation etablierte sich eine kleine Marienwallfahrt zum Adlersberg. Als Gnadenbild wurde die „Mutter Gottes der Verlassenheit“ auf dem Hochaltar der ehemaligen Klosterkirche verehrt. Die Wallfahrt zum Adlersberg reihte sich dabei in eine von insgesamt 44 Wallfahrten in der Diözese Regensburg ein. Das Einzugsgebiet der Wallfahrt hat sich vermutlich nur auf den Nahraum um Regensburg beschränkt. Votivtafeln und sonstige Votivgaben in der Kirche belegen die Bedeutung der Wallfahrt. Erwähnenswert ist hier eine heute noch vorhandene Votivtafel aus dem Jahr 1736 mit einigen in Silber gefassten Pretiosen.

### Säkularisation und weltliche Besitzer
Kirchenrechtlich ging das Kloster auf dem Adlersberg erst mit der Säkularisation 1803 unter – der Besitz des Reichsstifts Kaisheim wurde enteignet und ging auf den Bayerischen Staat über. Im Jahr 1809, nach der Schlacht von Regensburg, wurde die ehemalige Klosteranlage zuerst von zurückweichenden österreichischen und später von nachrückenden napoleonischen Truppen geplündert. In der Folgezeit wechselten die Besitzer wieder mehrfach, ehe die Klosterökonomie 1838 in den Besitz der Familie Prößl überging, die dort bis zum heutigen Tag eine Brauerei mit angeschlossener Ausflugsgaststätte betreibt. Die ehemalige Klosterkirche war beim Verkauf nicht eingeschlossen und blieb im Besitz des Bayerischen Staates. Zwischen 1818 und 1838 wurde von staatlicher Seite über einen Abbruch der Klosterkirche verhandelt, der aber durch den Einsatz des örtlichen Pfarrers, Severin Fuchs, und dessen Freund, dem Historiker Joseph Rudolf Schuegraf, verhindert werden konnte.

## Gegenwart
Heute wird die ehemalige Klosterkirche regelmäßig durch die Pfarrei Pettendorf für Gottesdienste genutzt. Daneben ist die Kirche eine beliebte Hochzeits- und Taufkirche im Raum Regensburg sowie Ziel verschiedener Ausflugs- und Pfarrwallfahrten aus der näheren Umgebung. Im Jahr 2004 wurde die letzte umfassende Renovierung abgeschlossen und eine neue Orgel von Johannes Schädler installiert, die im selben Jahr vom Regensburger Bischof Gerhard Ludwig Müller geweiht wurde.
Von der ehemaligen Klosteranlage sind heute noch die eindrucksvolle Kirche mit einem Teil ihrer mittelalterlichen Fresken und dem Altar, die gesamte Klostermauer, die Ruine des alten Zehentstadels sowie einige Teile der Klostergebäude erhalten. Laut dem Historiker Alois Schmid gehört die Anlage zu den bedeutendsten Kunstdenkmälern der Frühgotik und der Bettelordensarchitektur in Bayern. Schmid verweist auch darauf, dass auf dem Adlersberg eine Klosteranlage des Mittelalters in ihrer Grundstruktur erhalten geblieben ist, wie diese in ihrer Vollständigkeit an kaum einem anderen Ort mehr anzutreffen ist. Er schreibt dies dem Umstand zu, dass die Klostertradition auf dem Adlersberg schon im 16. Jahrhundert endete und damit die Bautätigkeit zum Erliegen kam, womit der Ursprungszustand der Anlage erhalten blieb.

## Geschichten und Legenden rund um das ehemalige Kloster

### Die Flucht der Priorin nach Nürnberg
Das Kloster auf dem Adlersberg bei Pettendorf war nie sehr bedeutend, wobei es kurz vor seiner Auflösung im Jahr 1542 allerdings durch eine noch heute von Stadtführern in Regensburg erzählte Romanze hervortrat.
Die dortige Priorin, Katharina Sinzenhofer, floh im Jahr 1525 unter abenteuerlichen Umständen mit Pater Moritz Fürst aus dem Regensburger Kloster St. Blasius nach Fischbach bei Nürnberg, um dort die Ehe einzugehen. Das Kloster auf dem Adlersberg und St. Blasius waren seit jeher traditionell eng miteinander verbunden, wobei sich zwischen beiden Ordensleuten im Lauf der Zeit scheinbar mehr als eine reine Arbeitsbeziehung ergab. Ausschlaggebend hierfür waren vermutlich die Lehren Martin Luthers, die 1524/25 auch im Kloster auf dem Adlersberg und in Regensburg Einzug gehalten hatten.
Beide Ordensleute flohen jedoch nicht mit leeren Händen, sondern nahmen zuvor noch diverse Wertgegenstände aus ihren Klöstern mit, die sie in Nürnberg zu verkaufen suchten. Der Konvent von St. Blasius erstattete sodann Anzeige bei der Reichsstadt Nürnberg. Der folgende Prozess endete mit einem Vergleich, der den ehemaligen Pater Moritz Fürst zur Zahlung einer Geldsumme an das Kloster verpflichtete.
In der Folgezeit lebte das Ehepaar Fürst-Sinzenhofer in verschiedenen fränkischen Gemeinden, wo Fürst als evangelisch-lutherischer Pastor tätig war. Das Kloster auf dem Adlersberg verfügte nach der Flucht von Sinzenhofer nur noch über vier Nonnen und wurde im Jahr 1542 im Zuge des Übertritts der Fürsten von Pfalz-Neuburg zum protestantischen Glauben aufgelöst.

### Geheimgänge bis zur Donau und nach Regensburg
Zunächst wurde das Kloster um 1260 im zwei Kilometer entfernten Pettendorf gegründet, wo nach den Urkunden die „fast fertiggestellte Klosteranlage zerstört“ wurde. Danach erfolgte die Verlegung des Klosters auf den Adlersberg, wo ab 1274 die Errichtung von neuen Konventgebäuden begann. Die Zerstörung der ersten Klosteranlage in Pettendorf wird traditionsgemäß den Raubrittern von der Burg Löweneck zugeschrieben.
Der Legende nach zogen die Nonnen aus dieser Brandschatzung ihre Lehren und legten unter der neuen Klosteranlage auf dem Adlersberg Geheimgänge als Fluchttunnel an. Je nach Überlieferung führten die Fluchtgänge zu einem Ort knapp außerhalb des Klosters, bis ins Tal bei Tremmelhausen oder bis zur Donau bei Kneiting. Eine andere Legende spricht sogar davon, dass einer der Tunnel unter der Donau bis ins acht Kilometer entfernte Kloster Niedermünster in Regensburg geführt habe.
Einen dieser Fluchtgänge kann man heute noch wenige Meter links neben dem Haupteingang der Kirche sehen. Der Eingang zu diesem Fluchtgang ist heute durch ein Eisengitter versperrt und man kann dort die Treppen sehen, die in die Tiefe ins Dunkel führen. Dieser Fluchttunnel kann mittlerweile wegen Einsturzgefahr nicht mehr betreten werden und endet schon nach etwa 50 Metern an einer Mauer. Vermutlich war auch dieser für jedermann sichtbare Tunnel die Grundlage für die Legenden, die sich um Geheimgänge und Fluchttunnel unter dem ehemaligen Kloster Adlersberg in der örtlichen Bevölkerung ranken. Bis heute gibt es keine Belege dafür, dass es tatsächlich noch weitere Fluchttunnel gab, und auch der Zweck des vorhandenen Gangs lässt sich nicht mehr feststellen.